# Liste des lieux patrimoniaux du district de Manitoulin
Cet article recense les lieux patrimoniaux du district de Manitoulin inscrits au répertoire des lieux patrimoniaux du Canada, qu'ils soient de niveau provincial, fédéral ou municipal.

## Liste
| [ 1 ] | Lieu patrimonial            | Illustration | Municipalité                                 | Adresse            | Coordonnées      | No    | Constr. | Prot.       | Rec. | Notes |
| ----- | --------------------------- | ------------ | -------------------------------------------- | ------------------ | ---------------- | ----- | ------- | ----------- | ---- | ----- |
| F     | Phare du Janet Head         | Téléverser   | Gordon/Barrie Island (en)                    | Lot 25, West Range | 45.9466 -82.4833 | 16129 | 1879    | ÉFP reconnu | 2007 |       |
| F     | Sheguiandah                 | Téléverser   | Northeastern Manitoulin and the Islands (en) |                    | 45.8782 -81.9066 | 14555 |         | LHN         | 1954 |       |
| F     | Corne de brume              | Téléverser   | Unorganized West Manitoulin District (en)    |                    | 45.8912 -83.2256 | 9603  | 1907    | ÉFP reconnu | 1994 |       |
| F     | Phare                       | Phare        | Unorganized West Manitoulin District (en)    |                    | 46.1075 -83.0075 | 9623  | 1873    | ÉFP reconnu | 1994 |       |
| F     | Tour de la station de Phare | Téléverser   | Unorganized West Manitoulin District (en)    |                    | 45.6416 -82.9633 | 10937 | 1918    | ÉFP reconnu | 1991 |       |